# Austrian Open 2001
L'Austrian Open 2001  è stato un torneo di tennis giocato sulla terra rossa. È stata la 56ª edizione dell'Austrian Open, che fa parte della categoria International Series Gold nell'ambito dell'ATP Tour 2001. Si è giocato al Kitzbühel Sportpark Tennis Stadium di Kitzbühel in Austria, dal 23 al 29 luglio 2001.

## Campioni

### Singolare maschile
Nicolás Lapentti ha battuto in finale  Albert Costa 1–6, 6–4, 7–5, 7–5

### Doppio
Àlex Corretja /  Luis Lobo hanno battuto in finale  Simon Aspelin /  Andrew Kratzmann ||6-1, 6-4